# Découverte des services web WS-*
La découverte de services web WS-* désigne le processus par lequel les futurs utilisateurs ou consommateurs d'un service recherchent manuellement ou semi-automatiquement le service correspondant à leur besoin.
Les services web auront été préalablement créés et publiés dans des annuaires de services web comme document UDDI ou Web Services Inspection Language (WSIL).
L'implémentation de serveurs UDDI et de moteurs WSIL devrait fournir des recherches simples d'API ou de "web-based GUI" pour aider à trouver ces services web.

## Découverte fédérée
Le fonctionnement actuel des recherches UDDI peut seulement se focaliser sur un seul critère de recherche, comme le nom de l'entité d'affaire, le lieu de l'entité d'affaire, la catégorie de l'affaire, ou le type de service par nom, identifiant métier, ou URL de découverte. En fait, dans une solution métier, il est tout à fait normal de rechercher de multiples registres UDDI ou documents WSIL puis d'agréger le résultat retourné en utilisant des techniques de filtrage et de classement, qui sont aujourd'hui utilisées dans Google. IBM a modularisé ce moteur de découverte de services web fédérés en 2001. La technologie lancée par IBM est Business Explorer for Web Services (BE4WS), qui a été la première technologie lancée pour cibler le marché de la découverte de services web fédérés. On peut trouver des articles et des documents plus visionnaires dans les liens externes.